# Усадьба Карабанова
Усадьба Карабанова — комплекс исторических зданий в Москве, построенный в XVIII—XIX веках. Объект культурного наследия федерального значения. Расположена на Бауманской улице, дома 36, 38.

## История
Усадебный дом (нынешний дом 38) был построен не позднее 1770-х гг. Возможным автором проекта считается М. Ф. Казаков. Дом был включён в «Альбомы» Казакова. Первым владельцем был бригадир Ф. Л. Карабанов, а в 1799—1802 гг. усадьбой владел его сын П. Ф. Карабанов. В конце XVIII возведены и боковые двухэтажные флигели с арками ворот со стороны улицы (сохранился только северный флигель, нынешний дом 36). В глубине владения были ещё две одноэтажных служебных постройки (сохранилась одна — современный дом 36, строение 2). Усадебный дом пострадал в московском пожаре 1812 года, был восстановлен к 1815 году. Оформление дома при восстановлении было изменено, тогда же пристроены боковые ризалиты по заднему фасаду. В этот период усадьба принадлежала семье уральского заводчика Ивана Яковлева-Собакина. Перед Октябрьской революцией усадьбой владел Н. А. Занковский, фирма которого «ЭНЗЕ» выпускала фотографические пластины. В советский период в усадьбе размещались разные учреждения. Южный флигель был снесён в 1960-х гг. В бывшем главном доме сейчас находится банк.

## Архитектура
Облик дома характерен для стиля барокко середины XVIII века. К особенностям композиции главного дома относятся центральные ризалиты на переднем (скруглён) и заднем фасадах, отвечающие парадным помещениям, а также сводчатый подклет. Фасадные детали относятся к послепожарной перестройке и относятся к стилю классицизма: ионические пилястры, лепные барельефы, белокаменные детали. Арка сохранившихся въездных ворот обрамлена белокаменными колоннами. Богато декорирован в стиле классицизма торец внутреннего флигеля, обращённый к проезду во двор. На заднем фасаде уличного флигеля сохранился белокаменный карниз и ниши вокруг оконных проёмов первого этажа.